# Hans Meerum Terwogt
Albert Hendrik Magdalus "Hans" Meerum Terwogt (Amsterdam, 20 oktober 1883 – Rotterdam, 13 juni 1960) was een Nederlands voetbalscheidsrechter die negenmaal een internationale wedstrijd floot. Tevens was hij sportjournalist. Zijn zuster Magdalena Geertruida Meerum Terwogt was bekend zangpedagoge in Amsterdam.

## Loopbaan
Op zijn zeventiende werd hij bestuurslid van RAP en daarna van de Amsterdamsche Voetbal-Bond. In 1912 werd hij internationaal actief als scheidsrechter. Hij stopte in 1921 maar bleef actief in de scheidsrechtersopleiding. In 1909 werd hij sportredacteur bij de Nieuwe Rotterdamsche Courant (NRC). Daarvoor werkte hij al voor meerder sportbladen. In 1949 werd hij koninklijk onderscheiden en bondsridder van de KNVB. In 1952 ging hij met pensioen.

## Interlands
| Datum            | Plaats                 | Wedstrijd              | Uitslag | Competitie        | Kreeg geel | Kreeg voor de tweede keer geel en dus rood | Weggestuurd |
| ---------------- | ---------------------- | ---------------------- | ------- | ----------------- | ---------- | ------------------------------------------ | ----------- |
| 20 juni 1912     | Göteborg, Zweden       | Zweden – Hongarije     | 2 – 2   | Vriendschappelijk | 0          | 0                                          | 0.          |
| 25 mei 1913      | Kopenhagen, Denemarken | Denemarken – Zweden    | 8 – 0   | Vriendschappelijk | 0          | 0                                          | 0           |
| 23 november 1913 | Antwerpen, België      | België – Duitsland     | 6 – 2   | Vriendschappelijk | 0          | 0                                          | 0           |
| 3 mei 1914       | Wenen, Oostenrijk      | Oostenrijk – Hongarije | 2 – 0   | Vriendschappelijk | 0          | 0                                          | 0           |
| 19 juni 1914     | Solna, Zweden          | Zweden – Hongarije     | 1 – 5   | Vriendschappelijk | 0          | 0                                          | 0           |
| 21 juni 1914     | Solna, Zweden          | Zweden – Hongarije     | 1 – 1   | Vriendschappelijk | 0          | 0                                          | 0           |
| 31 oktober 1915  | Stockholm, Zweden      | Zweden – Denemarken    | 0 – 2   | Vriendschappelijk | 0          | 0                                          | 0           |
| 8 oktober 1916   | Stockholm, Zweden      | Zweden – Denemarken    | 4 – 0   | Vriendschappelijk | 0          | 0                                          | 0           |
| 14 oktober 1917  | Stockholm, Zweden      | Zweden – Denemarken    | 1 – 2   | Vriendschappelijk | 0          | 0                                          | 0           |

Bijgewerkt t/m 27 januari 2014